# 하이플라이 몰타
하이플라이 몰타(영어: Hi Fly Malta)는 몰타 국제공항에 본사를 둔 몰타의 항공사로 하이플라이의 자회사다.

## 보유 기종
- 2021년 3월 기준으로 하이플라이 몰타는 다음과 같이 보유하고 있다.[1][2]

## 사진

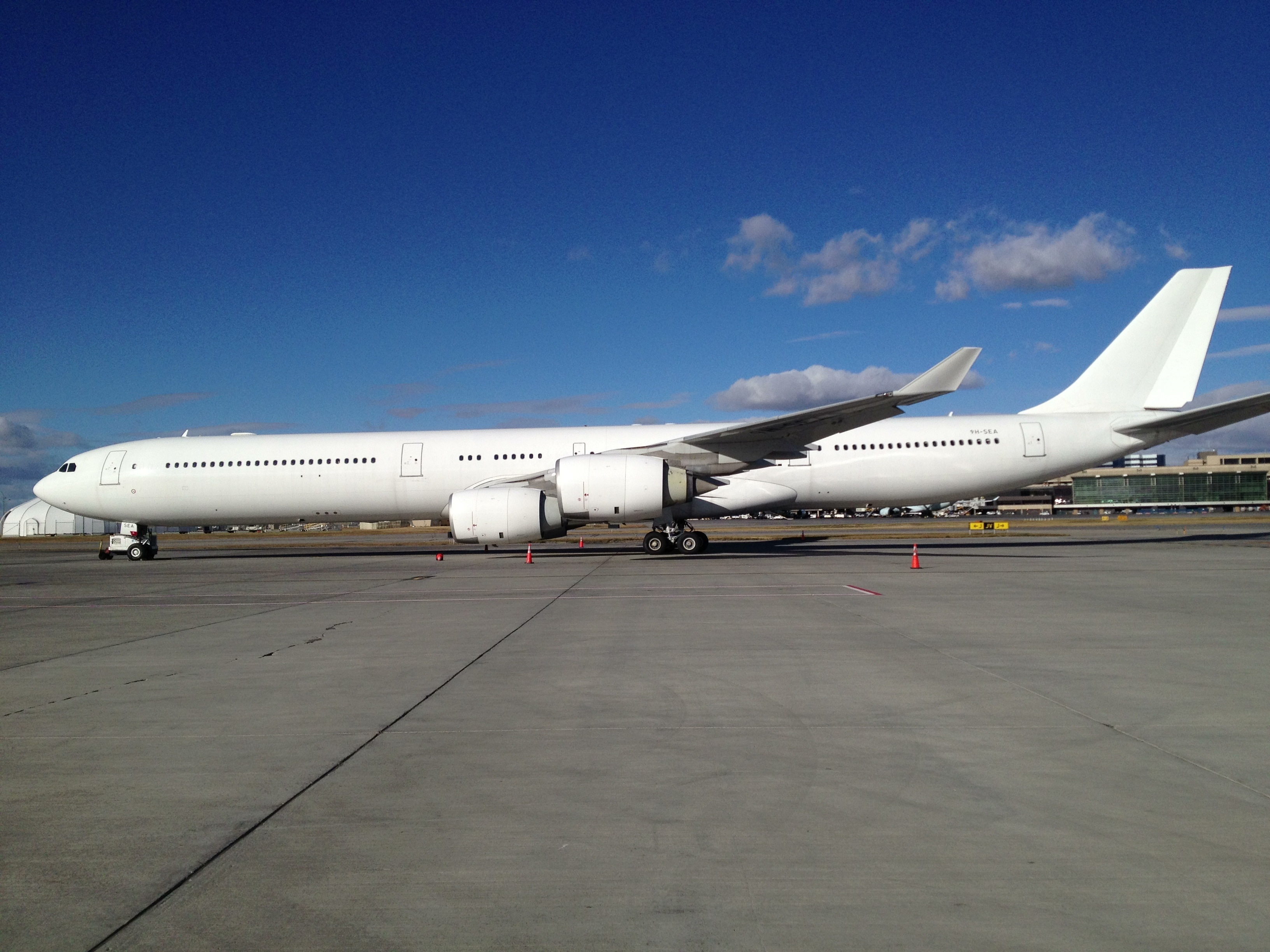
하이플라이 몰타의 에어버스 A340-600
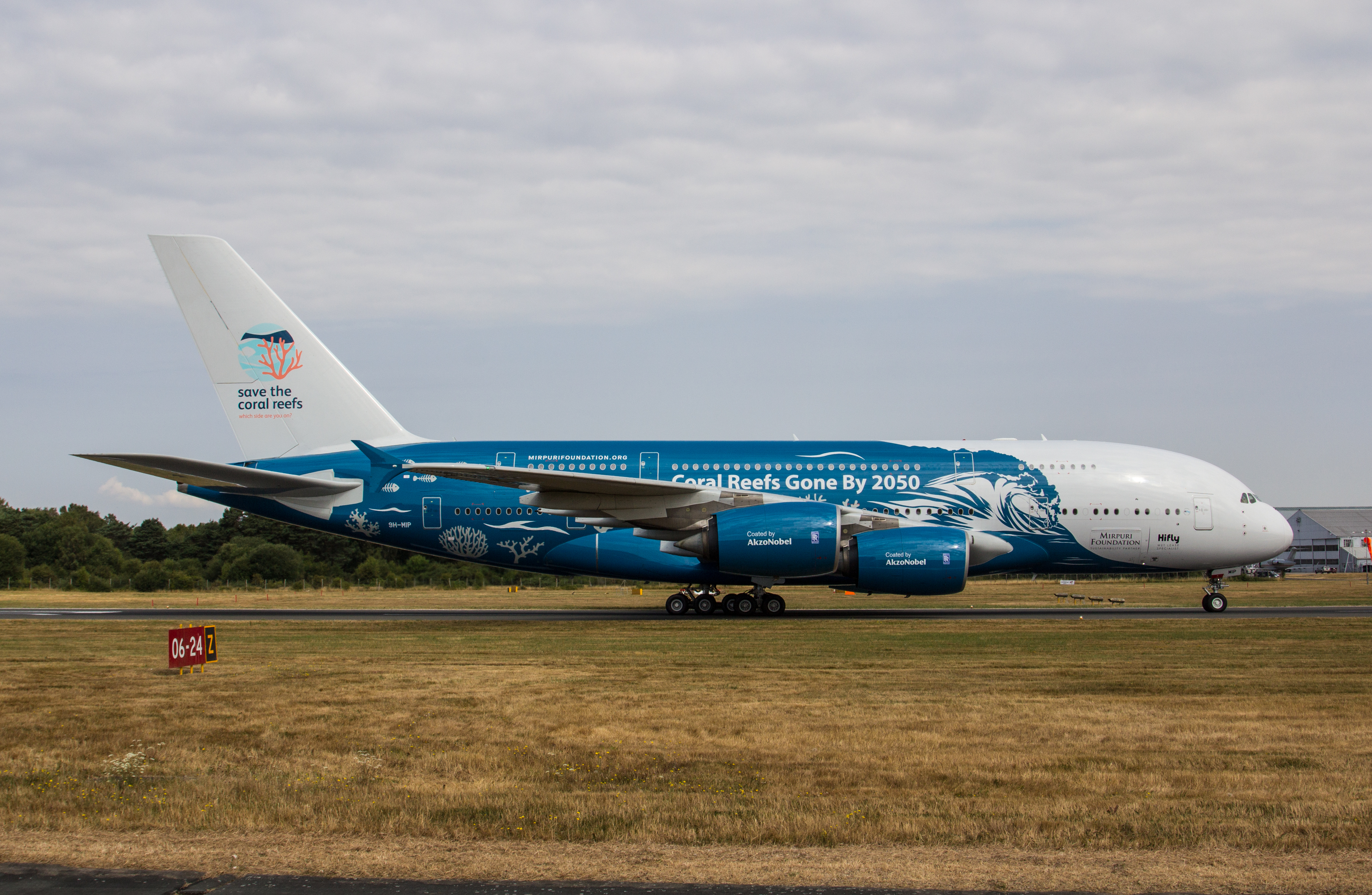
하이플라이 몰타의 에어버스 A380-800 (퇴역)
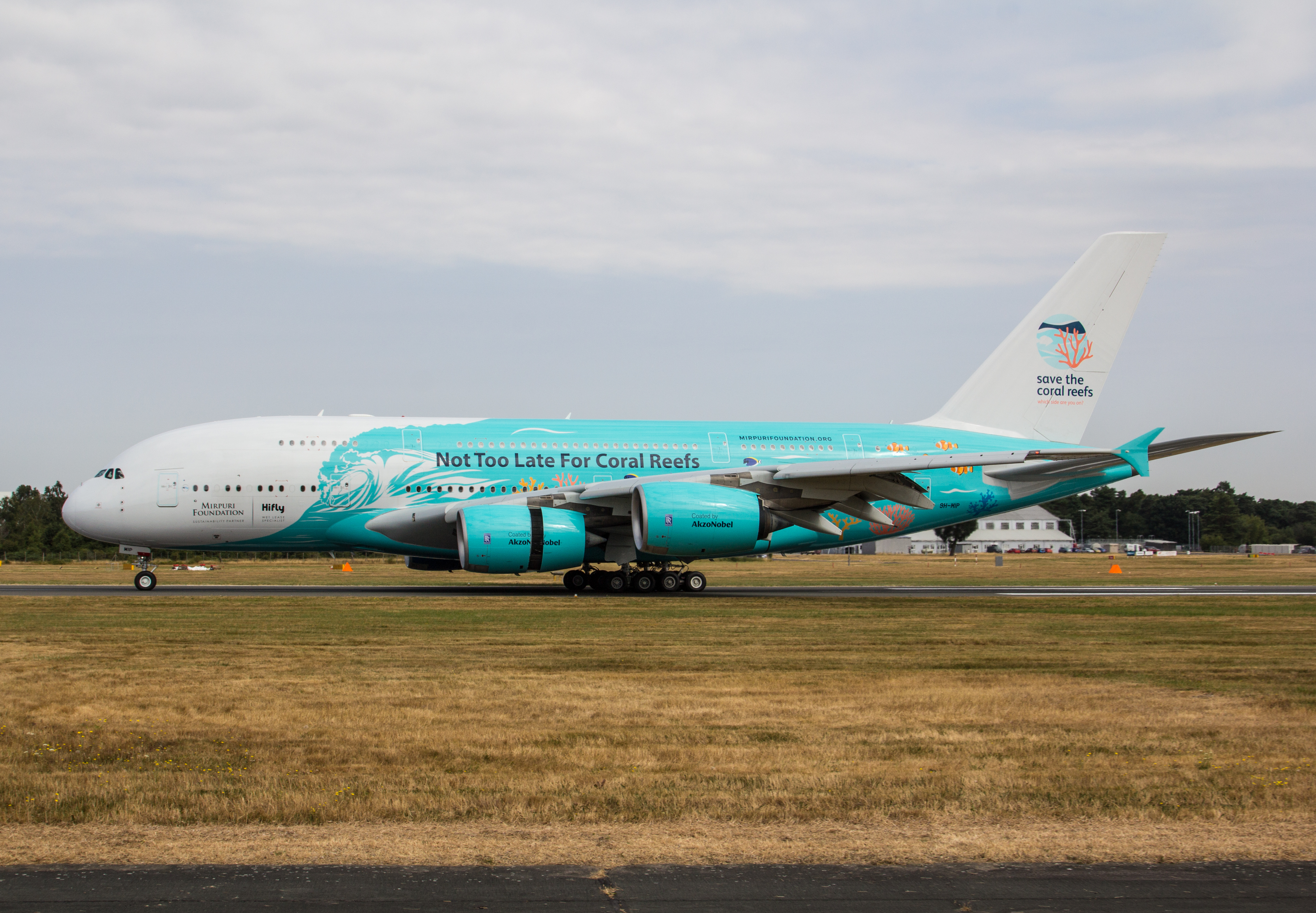
하이플라이 몰타의 에어버스 A380-800 (퇴역)